# Абатское сельское поселение
Абатское се́льское поселе́ние — муниципальное образование в Абатском районе Тюменской области Российской Федерации.
Административный центр — село Абатское.

## История
Статус и границы сельского поселения установлены Законом Тюменской области от 5 ноября 2004 года № 263 «Об установлении границ муниципальных образований Тюменской области и наделении их статусом муниципального района, городского округа и сельского поселения».

## Население
| 2010  | 2011  | 2012  | 2013  | 2014  | 2015  | 2016  |
| ----- | ----- | ----- | ----- | ----- | ----- | ----- |
| 8793  | ↘8757 | ↘8297 | ↘8107 | ↗8156 | ↘8029 | ↗8076 |
| 2017  | 2018  | 2019  | 2020  | 2021  | 2023  |       |
| ↗8103 | ↗8149 | ↘8089 | ↘8066 | ↗8832 | ↘8772 |       |

## Состав сельского поселения
| № | Населённый пункт | Тип населённого пункта       | Население |
| - | ---------------- | ---------------------------- | --------- |
| 1 | Абатское         | село, административный центр | ↗8094     |
| 2 | Бобыльск         | деревня                      | ↘178      |
| 3 | Еремина          | деревня                      | ↘103      |
| 4 | Кареглазова      | деревня                      | ↗79       |
| 5 | Кокуй            | деревня                      | ↘135      |
| 6 | Речкунова        | деревня                      | ↘73       |
| 7 | Старовяткина     | деревня                      | ↘111      |
| 8 | Шипунова         | деревня                      | ↘155      |